# Micubiši Ki-15
Micubiši Ki-15 (spojenecké kódové označení „Babs“) byl japonský dvoumístný jednomotorový celokovový dolnoplošník s pevným kapotovaným podvozkem ostruhového typu, který jako průzkumný letoun používalo japonské císařské armádní letectvo. Dlouhé značení u armádního letectva bylo 97-šiki šireibu teisacuki (九七式司令部偵察機 ~ velitelský průzkumný letoun typu 97). Japonské císařské námořní letectvo přijalo tento letoun do výzbroje jako C5M, respektive 98-šiki rikudžó teisacuki (九八式陸上偵察機 ~ pozemní průzkumný letoun typu 98), a používalo ho pro operace z pozemních základen.

## Vznik

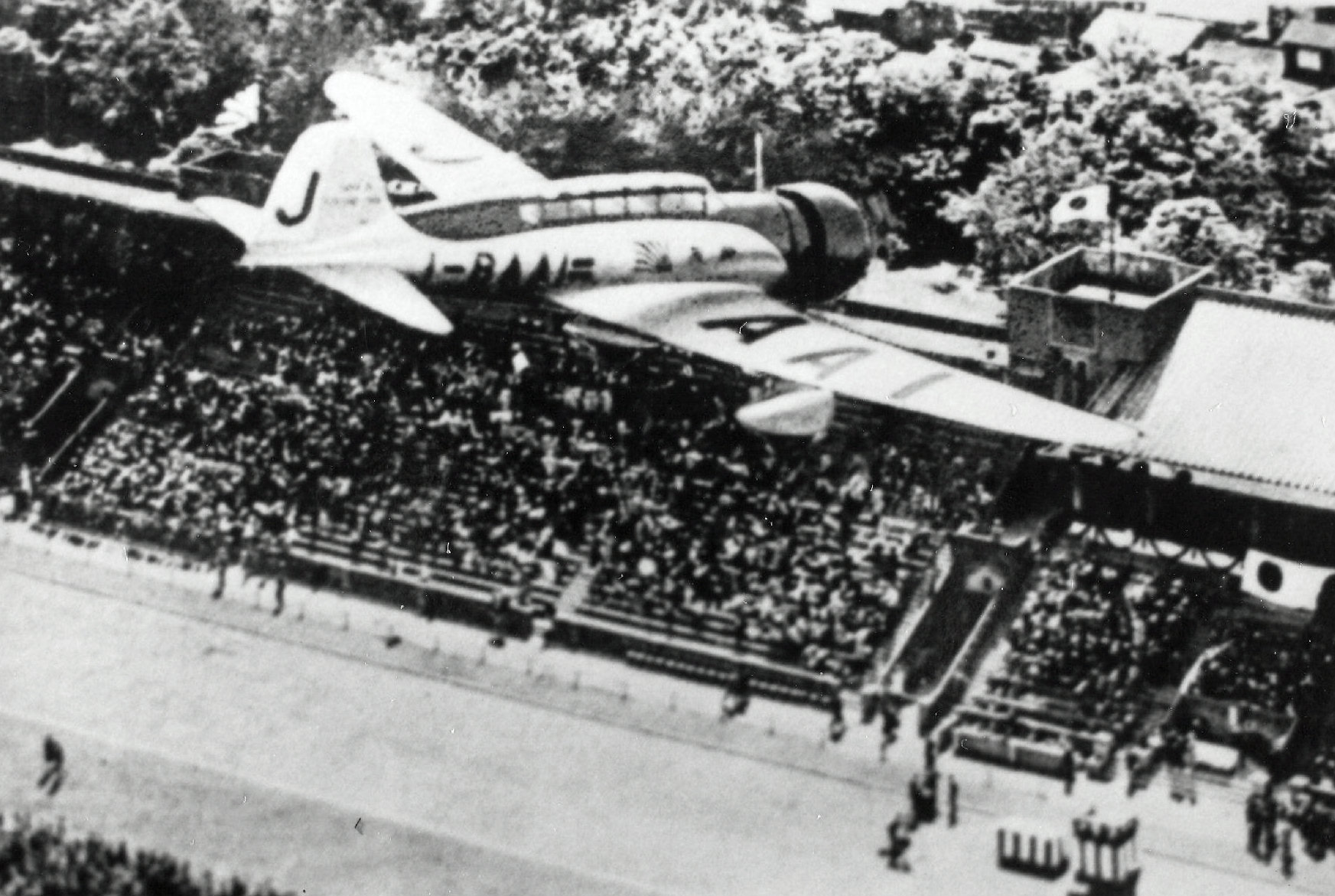
Micubiši Karigane I (J-BAAI) „Kamikaze“

Letoun Ki-15 vznikl na požadavek armádního letectva na strategický průzkumný stroj, který by byl schopen při rychlosti 450 km/h pronikat až 1000 km nad nepřátelské území. Jednomotorový letoun měla chránit především jeho rychlost a jediný pohyblivý kulomet Typ 89 ráže 7,7 mm. Práce na novém typu zahájila společnost Micubiši z Nagoji v červenci 1935.

## Vývoj

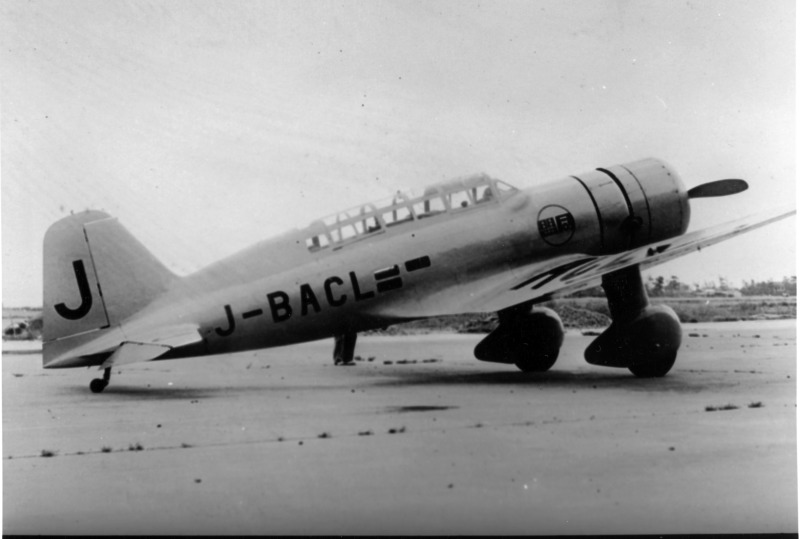
Micubiši Karigane II (J-BACL)

První prototyp, poháněný hvězdicovým devítiválcovým motorem Nakadžima Ha-8 o výkonu 551 kW, vzlétl v roce 1936. Jediným nedostatkem byl špatný výhled pilota kupředu při pojíždění, vzletu a přistání. Prototyp dosáhl rychlosti 481 km/h v 4000 m, čímž převýšil požadované parametry. Armádní letectvo jej objednalo jako velitelský průzkumný letoun vzor 97 model 1 (Ki-15-I).
První ze zdokonalených strojů Ki-15-II (vzor 97 model 2) s dvouhvězdicovým motorem Micubiši Ha-26-I o 662 kW byl zalétán v červnu 1938. Výkonnější pohonná jednotka o menším průměru zlepšila výhled kupředu a zároveň umožnila nové verzi dosáhnout rychlosti 510 km/h.
Úspěchy typu Ki-15 nad čínským územím vedly i námořní letectvo k objednání stejné konstrukce. Jedním z důvodů byla i naléhavá potřeba dálkového průzkumného letounu, který nemohl být dodán v patřičném časovém termínu z nového vývoje. V roce 1938 tak objednalo 20 exemplářů s označením C5M1 (vzor 98 model 1) s motorem Micubiši Zuisei 12 o výkonu 643 kW.
Dalších 30 strojů vzniklo ve verzi C5M2, které byly výrazně modifikovány pro požadavky námořnictva. Zatížení letounu stouplo natolik, že byly i s výkonnějším motorem Nakadžima Sakae 12 o 689 kW pomalejší.
V roce 1939 vznikl z popudu armádního letectva Ki-15-III s pohonnou jednotkou Micubiši Ha-102 o výkonu 772 kW s třílistou vrtulí. Dosáhl rychlosti 530 km/h, ale jeho sériová výroba již nebyla zahájena.

## Nasazení

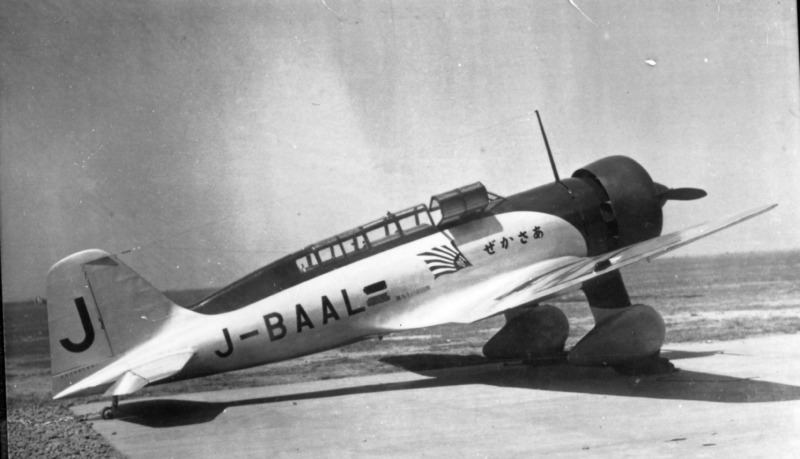
Micubiši Karigane (J-BAAL) byl druhým letadlem tohoto typu provozovaným tiskovým koncernem Asahi šimbun

Druhý prototyp koupil japonský tiskový koncern Asahi šimbun a pojmenoval jej Kamikaze (~ Božský vítr, imatrikulace J-BAAI, Micubiši Karigane I). Ve dnech 6. až 9. dubna 1937 tento letoun vykonal etapový přelet z Japonska do Londýna. Stalo se tak při příležitosti korunovace krále Jiřího VI. Piloti Masaaki Iinuma a Kendži Cukagoši odstartovali z letiště v Tačikawě, mezipřistání měli v Tchaj-peji, Hanoji, Vientiane, Kalkatě, Karáčí, Basře, Bagdádu, Aténách, Římě, Paříži a nakonec přistáli na londýnském letišti Croydon. Urazili vzdálenost 15 357 km za 51 hodin 17 minut a 23 sekund čistého letového času průměrnou rychlostí 162,8 km/h. Mezinárodní letecká federace (FAI) tento výkon uznala za světový rekord. Včetně času za zemi jim cesta trvala 94 hodin 17 minut a 56 sekund. Později rekordní letoun stále využívaly noviny. Roku 1944 jej zničilo bombardování.
Rovněž Ki-15-II odebral jako Karigane II civilní sektor. Další letouny využívaly japonské společnosti jako kurýrní, nebo poštovní.
Armádní letectvo převzalo první sériové kusy Ki-15-I v květnu 1937. Osvědčily se při bojích v Číně, kde proti nim Letectvo Čínské republiky nedokázalo s výjimkou letounů Polikarpov I-16 nasadit účinnou stíhací ochranu.
Počátkem války v Tichomoří používaly ještě obě letecké složky Ki-15 i C5M, které operovaly především v oblasti Malajska během bitvy o Malajsko a při průniku Japonců na jih. Dne 10. prosince 1941 objevil jeden C5M2 britské válečné lodě HMS Repulse a HMS Prince of Wales, na které navedl bombardéry japonského námořního letectva, které obě plavidla potopily. Se vzrůstající silou spojeneckého letectva ztrácely Ki-15 i C5M na účinnosti. Protože nebyly vybaveny ochranou osádky ani palivových nádrží, byly jejich ztráty tak velké, že byly zbylé stroje staženy do zázemí. Používaly se pří výcviku a jako kurýrní velitelské letouny. Na sklonku války byly využity při sebevražedných akcích.

## Specifikace (Ki-15-II)

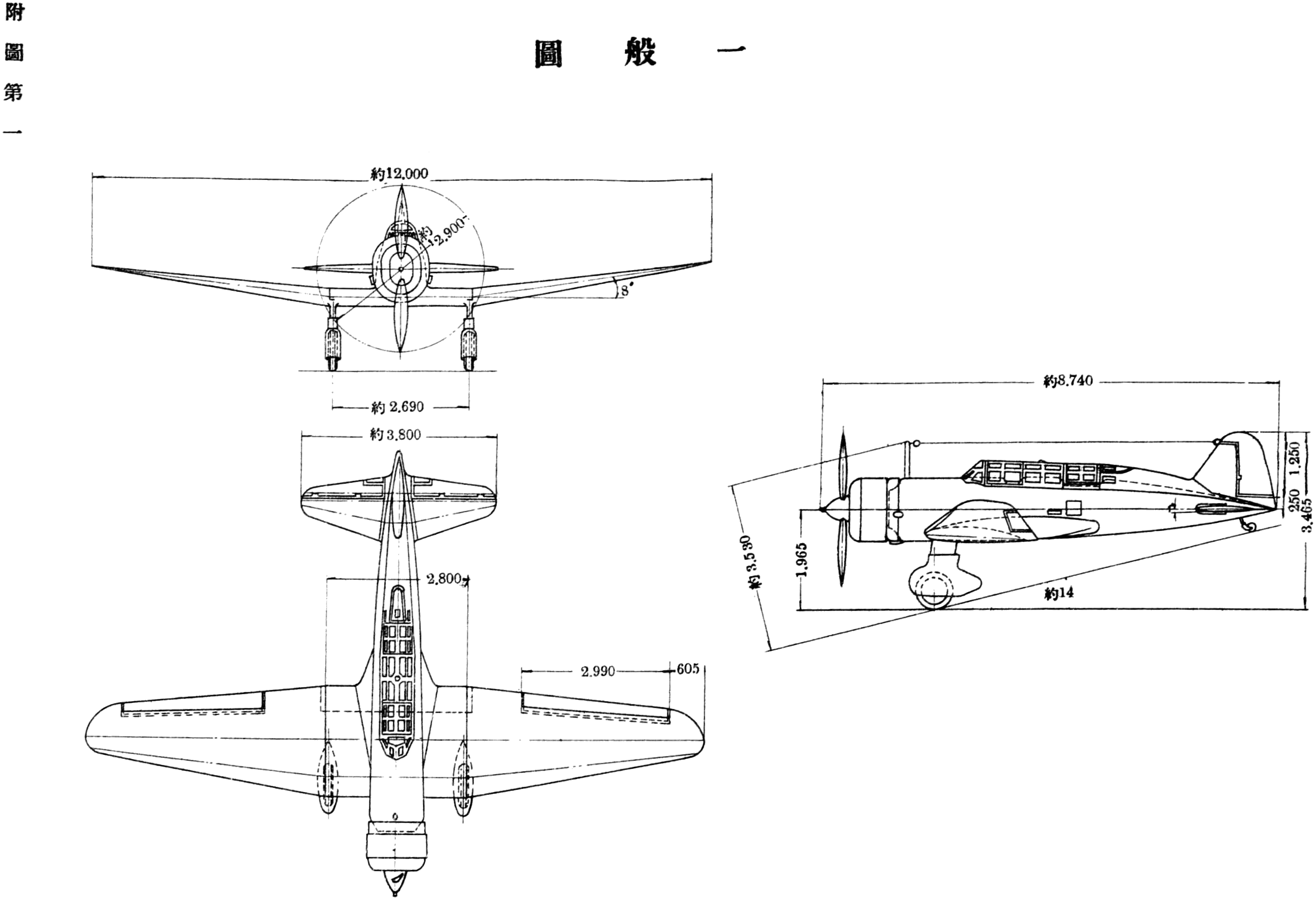
Třípohledový nákres

Údaje podle

### Technické údaje
- Osádka: 2 (pilot a pozorovatel/radista)[6]
- Rozpětí: 12,00 m
- Délka: 8,70 m
- Výška: 3,34 m
- Nosná plocha: 20,36 m²
- Hmotnost prázdného letounu: 1592 kg
- Vzletová hmotnost: 2189 kg
- Pohonná jednotka:

### Výkony
- Maximální rychlost ve výšce 4330 m: 510 km/h
- Cestovní rychlost: 420 km/h
- Výstup na výšku 5000 m: 6,8 min
- Dostup: 10 000 m
- Dolet: 2400 km

### Výzbroj
- 1 × pohyblivý kulomet Typ 89 ráže 7,7 mm[6]